# Dick Boushka
Richard James Boushka, detto Dick (Springfield, 29 luglio 1934 – Port St. Lucie, 19 febbraio 2019), è stato un cestista statunitense, attivo a livello amatoriale nella AAU e campione olimpico nel 1956.

## Carriera
Venne selezionato dai Minneapolis Lakers al terzo giro del Draft NBA 1955 (20ª scelta assoluta).

## Palmarès
- NCAA AP All-America Third Team (1955)
- 2 volte campione AAU (1957, 1959)
- AAU MVP (1959)